# Sant Joan Sescloses
Sant Joan Sescloses és una ermita de Peralada (Alt Empordà) inclosa a l'Inventari del Patrimoni Arquitectònic de Catalunya.

## Descripció

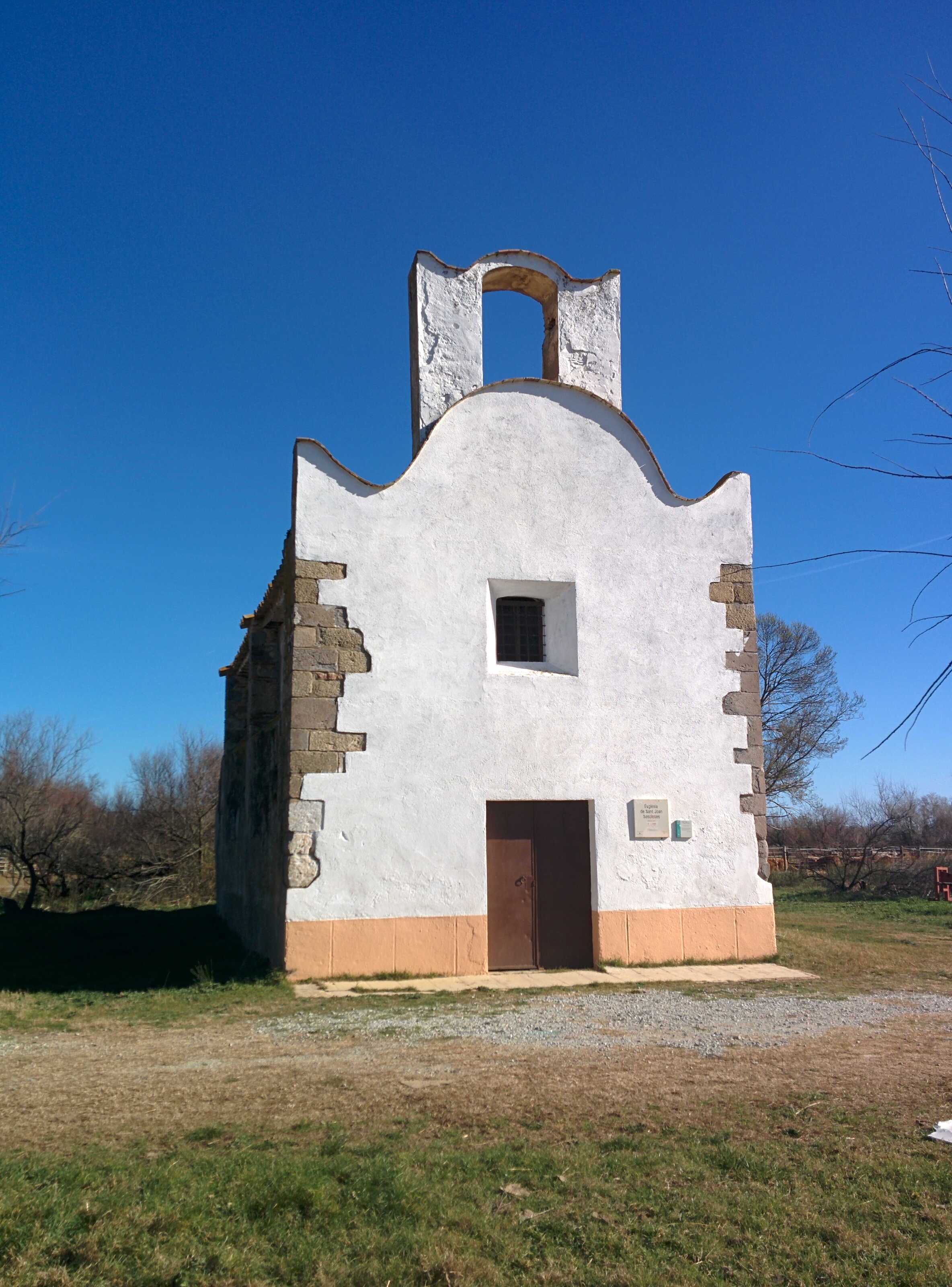

L'ermita de Sant Joan Sescloses està situada a uns dos km de Castelló d'Empúries, si bé pertany a Vilanova de la Muga. És una construcció d'una sola nau amb absis trapezial. L'edifici està arrebossat tant interior com exteriorment. Al frontis hi ha una porta i una finestra rectangulars. El contorn superior de la façana és corbat i al seu damunt hi ha un campanar de cadireta d'un sol arc. Als murs laterals de la nau no hi ha cap obertura. L'absis conserva restes d'aparell en opus spicatum probablement de la primitiva construcció preromànica.

## Història
Les primeres notícies documentals sobre Sant Joan Sescloses daten del segle ix. L'any 866, en un precepte de Carles el Calb, la cel·la monàstica de Sant Joan era confirmada com a dependent de Sant Esteve de Banyoles. La possessió de l'església de Sant Joan va ser causa del litigi al llarg del temps entre els monestirs de Banyoles, de Sant Policarp de Rasés i posteriorment de Sant Pere de Rodes, ja que l'any 944 Lluís d'Ultramar va donar Sant Joan Sescloses al monestir de Sant Pere de Rodes. El 1064 hi ha documentada la consagració de l'església de Sant Joan. Durant el segle xiii era parròquia; fou agregada a Santa Maria de Castelló d'Empúries com a sufragània el 1596. L'interior va ser reconstruït després de la guerra del 1936-39, ja que s'havien esfondrat les voltes de la nau i de l'absis. Malgrat tot, en els murs laterals exteriors de la nau, s'han detectat reformes efectuades entre els segles XVII-XVIII. El coronament del frontis cal datar-lo entre els segles XVIII-XIX. El 1969, durant unes obres de neteja, es van descobrir estructures preromàniques amagades sota l'arrebossat, i un fragment de marbre blanc amb relleus, probablement pertanyent a un sarcòfag paleocristià.